# 22863 Намаркарян
22863 Намаркарян (22863 Namarkarian) — астероїд головного поясу, відкритий 9 вересня 1999 року.
Тіссеранів параметр щодо Юпітера — 3,422.